# World Rugby Pacific Nations Cup 2016
World Rugby Pacific Nations Cup 2016 fu l'11ª edizione della World Rugby Pacific Nations Cup, torneo annuale di rugby a 15 tra le selezioni nazionali delle isole del Pacifico.
Tale edizione di torneo, e la successiva del 2017, furono parte del sistema di competizioni della zona oceaniana di qualificazione alla Coppa del Mondo 2019: la classifica combinata delle tre partecipanti Figi, Samoa e Tonga avrebbe determinato le squadre direttamente qualificate e quella da mandare ai turni di ripescaggio.
Il torneo si svolse con la formula del girone unico con gare di sola andata e fu vinto da Figi per la terza volta nella storia della competizione.

## Incontri
| Arbitro: | Nigel Owens |

|                                      |      |                       |
| Volavola 45’ Soqeta 50’ Radrodro 74’ | mt   | 27’ Iongi 30’ Takulua |
| Bai 45’                              | tr   | 27’ Takulua           |
| Bai 58’, 71’                         | c.p. | 20’, 56’ Takulua      |

| Arbitro: | George Clancy |

|                       |      |                   |
| Vuli 39’ Osborne 77’  | mt   | 33’ Farao Matu’u  |
| Bai 39’, 77’          | tr   | 33’ Pisi          |
| Bai 2’, 41’, 46’, 62’ | c.p. | 6’, 22’, 27’ Pisi |

| Arbitro: | Pascal Gaüzère |

|                                 |      |             |
| tecnica 7’ Lep 11’ Tusitala 77’ | mt   | 61’ Fonua   |
| Faapale 7’, 11’ Leuila 77’      | tr   | 61’ Takulua |
| Faapale 16’, 29’, 33’           | c.p. | 13’ Takulua |

## Classifica
|  | Squadra | G | V | N | P | P+ | P- | P±  | B | PT |
|  | ------- | - | - | - | - | -- | -- | --- | - | -- |
|  | Figi    | 2 | 2 | 0 | 0 | 49 | 34 | +15 | 0 | 8  |
|  | Samoa   | 2 | 1 | 0 | 1 | 46 | 36 | +10 | 0 | 4  |
|  | Tonga   | 2 | 0 | 0 | 2 | 28 | 53 | -25 | 1 | 1  |